# Dorippidae
Dorippidae är en familj av kräftdjur. Dorippidae ingår i överfamiljen Dorippoidea, ordningen tiofotade kräftdjur, klassen storkräftor, fylumet leddjur och riket djur. Enligt Catalogue of Life omfattar familjen Dorippidae 8 arter. 
Dorippidae är enda familjen i överfamiljen Dorippoidea.
Kladogram enligt Catalogue of Life:
| Dorippidae | \| \| Ethusa \| \| \| \| \| \| Ethusina \| \| \| \| |
|            | \| \| Ethusa \| \| \| \| \| \| Ethusina \| \| \| \| |
|            | Ethusa                                              |
|            |                                                     |
|            | Ethusina                                            |
|            |                                                     |

## Bildgalleri

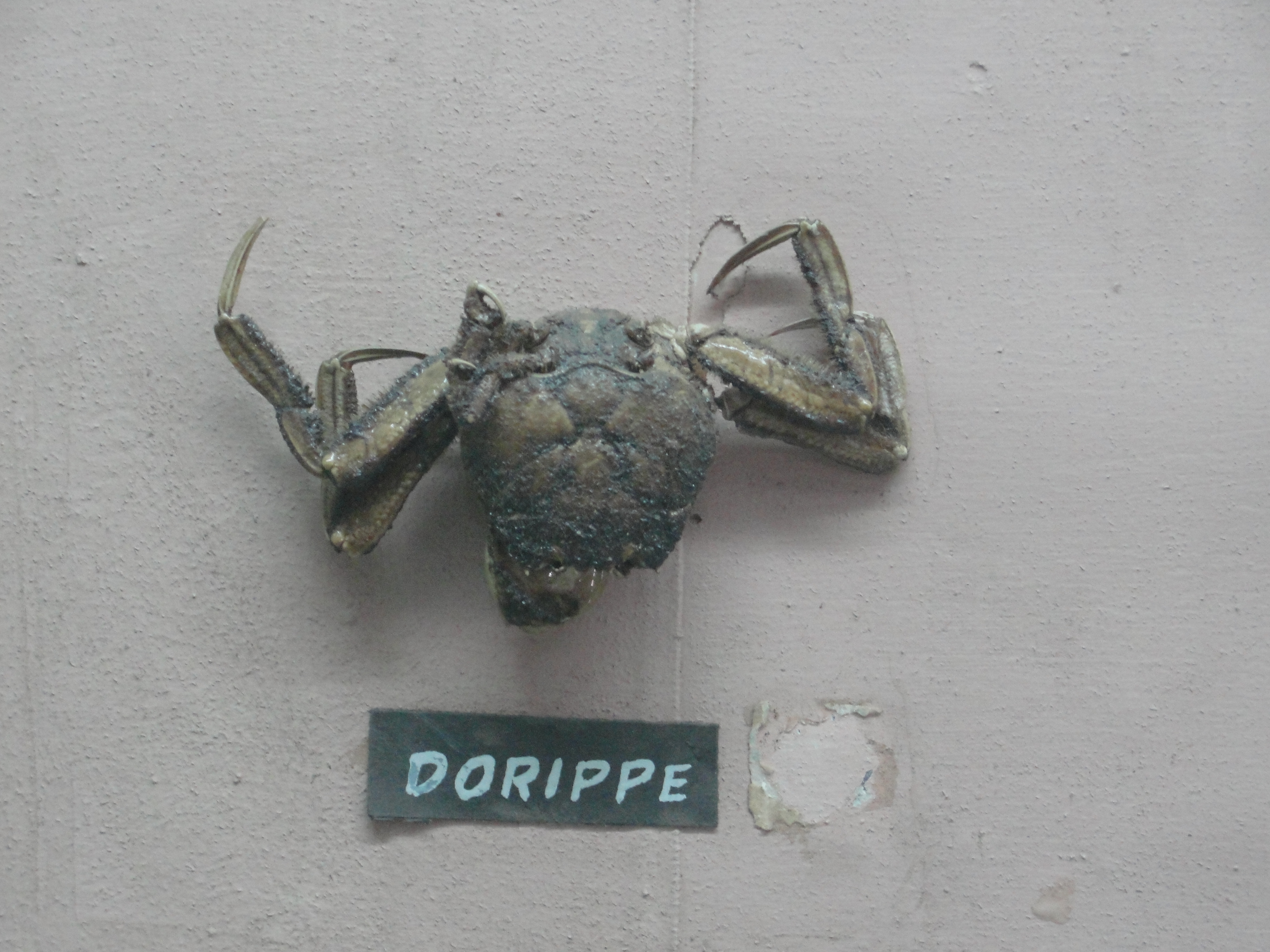
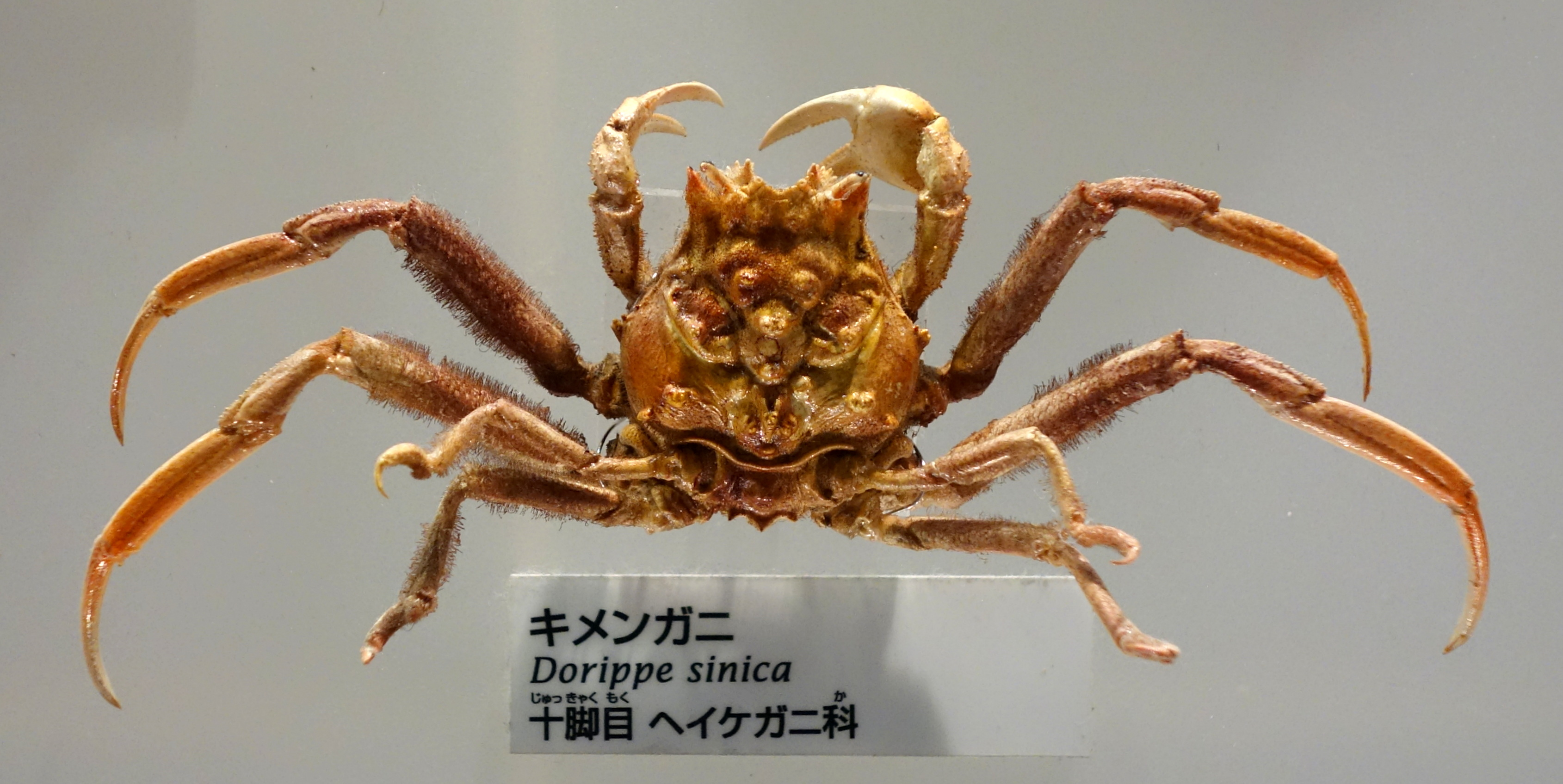
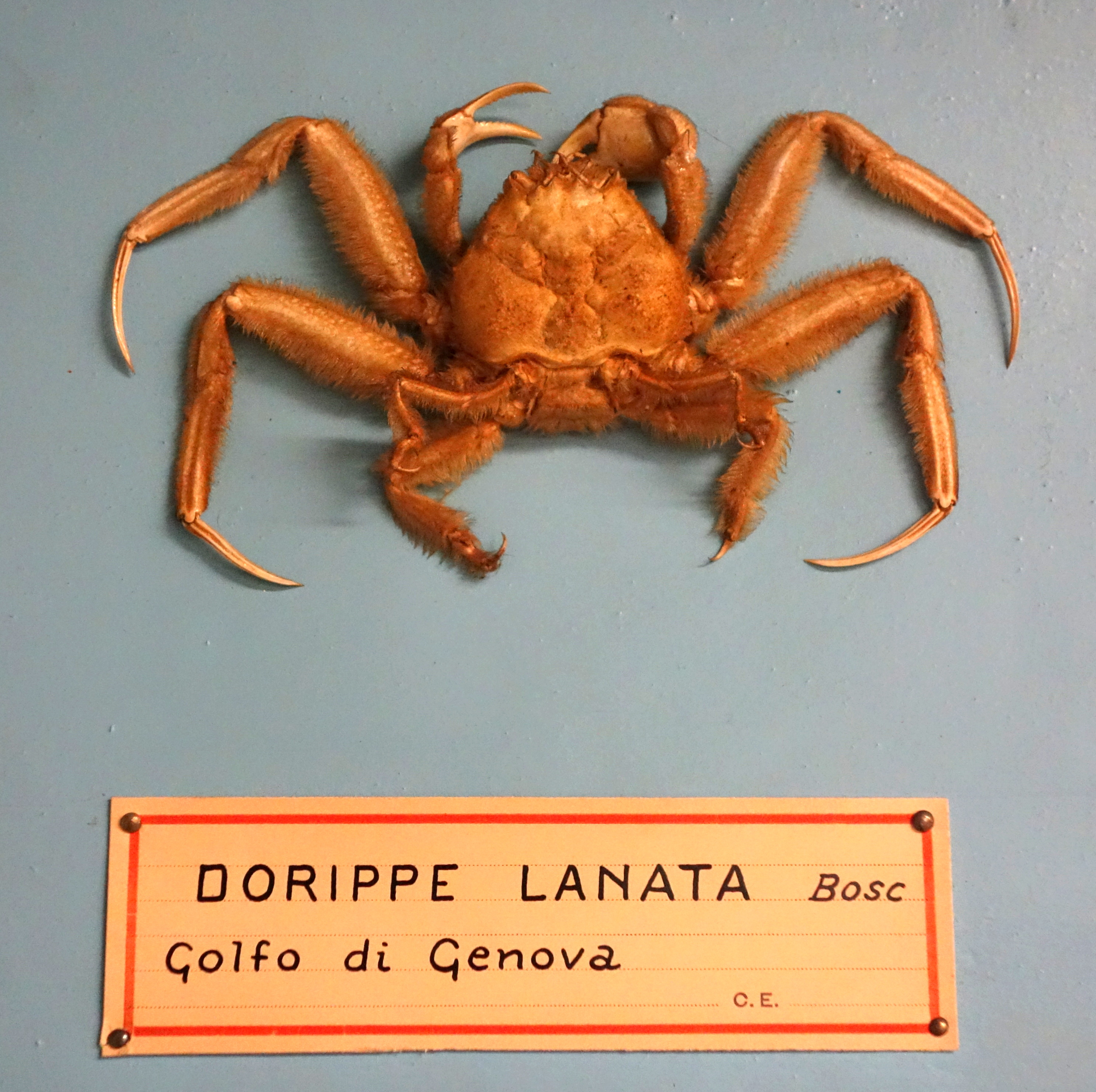
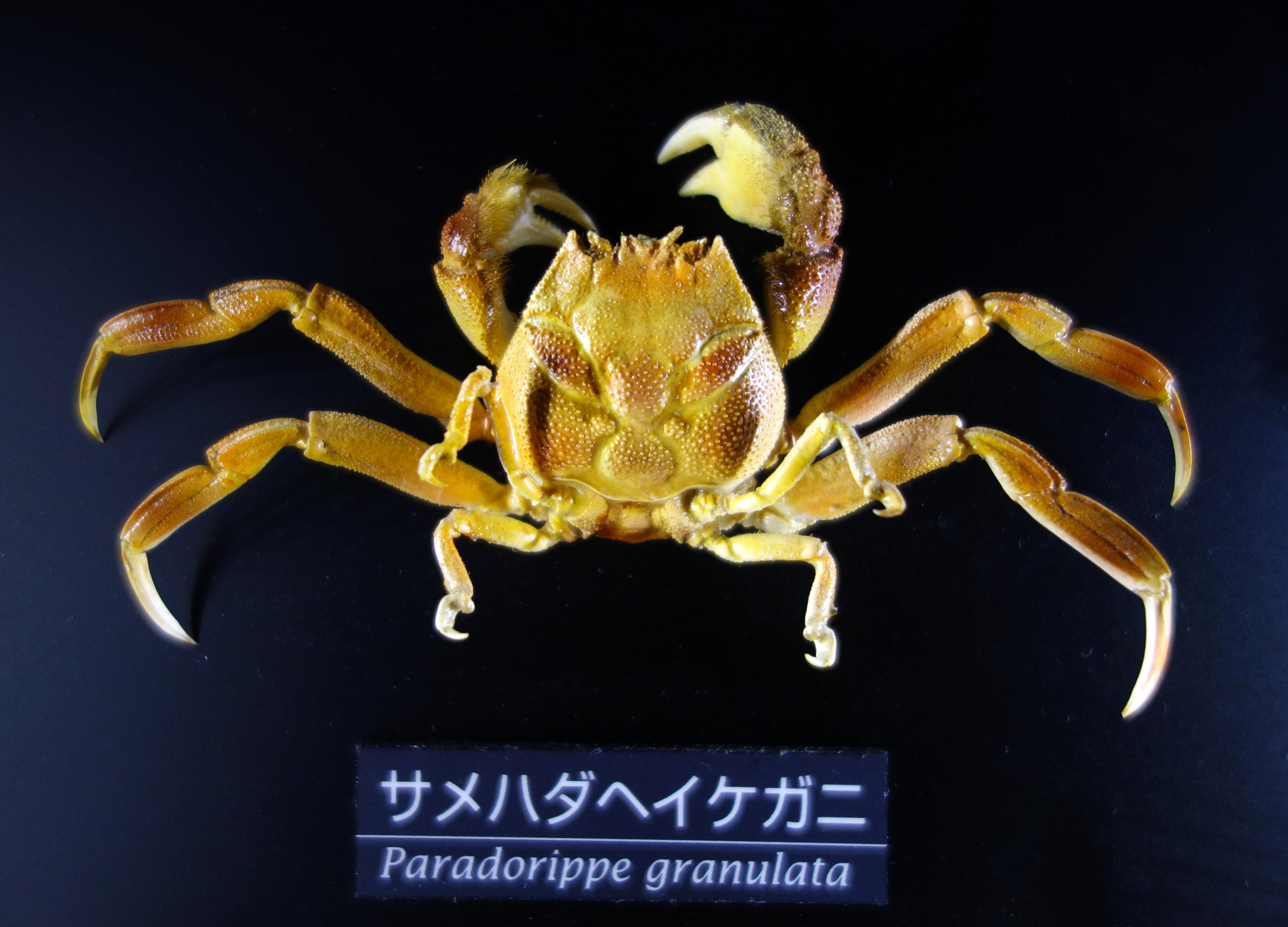
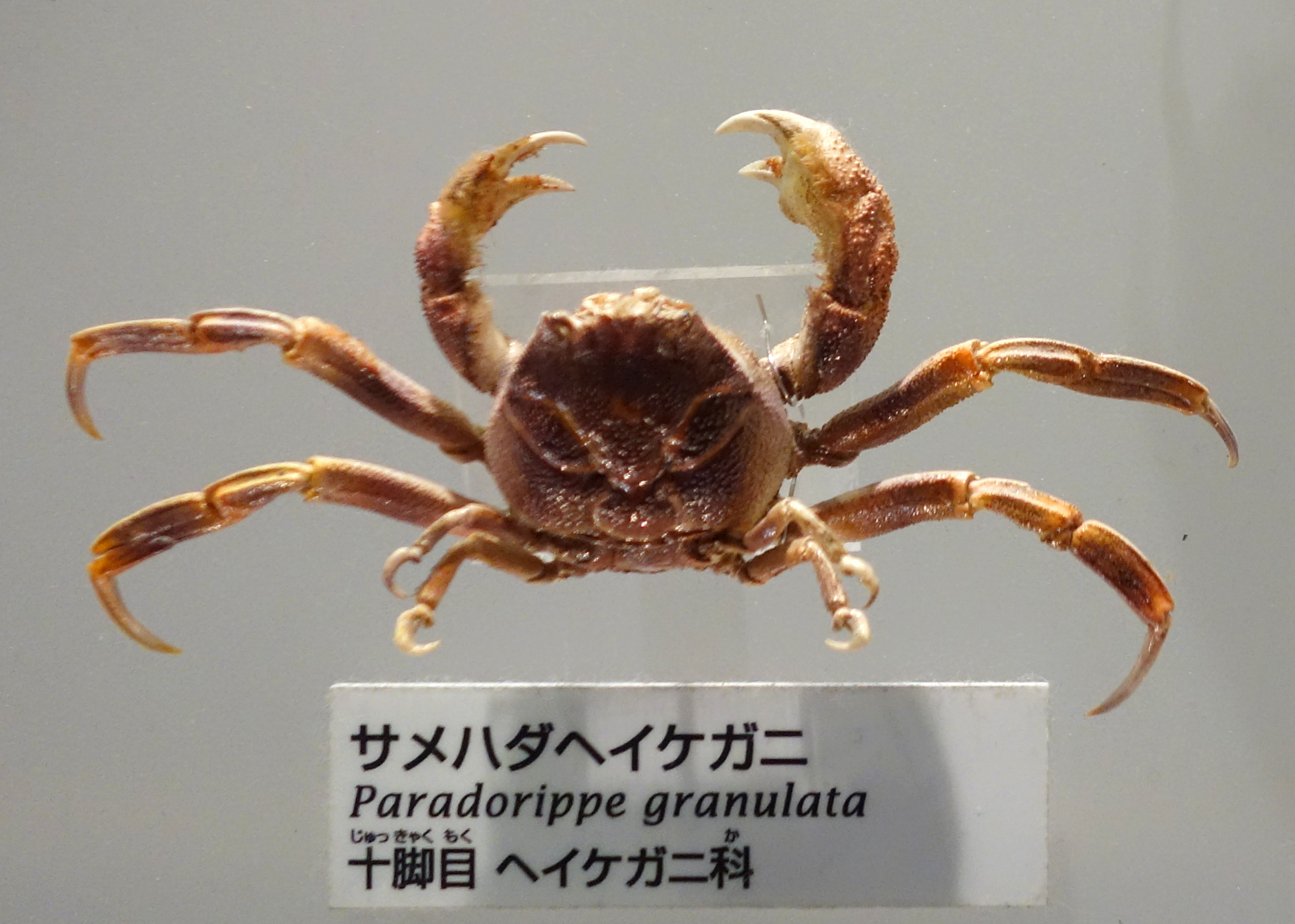
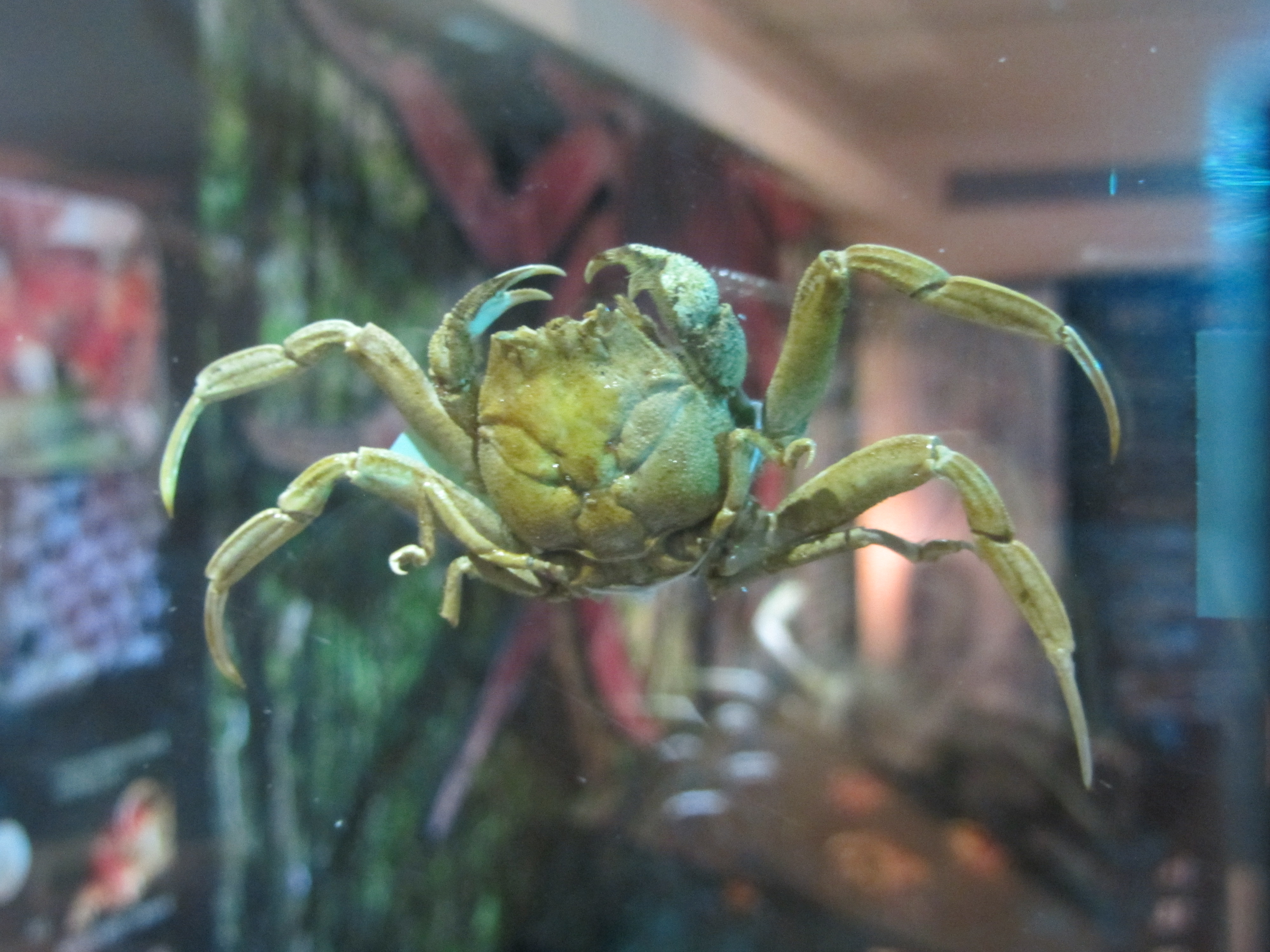